# Noretysteron
Noretysteron (łac. norethisteronum) – organiczny związek chemiczny z grupy steroidów, stosowany jako lek z grupy gestagenów będących pochodnymi testosteronu. Jest składnikiem środków antykoncepcyjnych starszej generacji. Jest hormonem steroidowym, działa na receptory jądra komórkowego. Ma słabe działanie androgenne.

## Zastosowanie
Noretysteron jest składnikiem środków antykoncepcyjnych dla kobiet, mechanizm jego działania jest związany przede wszystkim z oddziaływaniem na śluz szyjkowy, czyniąc go bardziej lepkim i trudniejszym do penetrowania przez plemniki; ponadto hamuje owulację. Poza antykoncepcją jest wykorzystywany także w leczeniu endometriozy (wraz z estrogenami) i braku miesiączek, w Polsce jest używany w hormonalnej terapii zastępczej. Może być wykorzystywany jako jednoskładnikowa tabletka, wskazana u kobiet z nadciśnieniem tętniczym po tabletkach połączonych z estrogenami.

## Preparaty handlowe
Preparaty handlowe dostępne w Polsce (lipiec 2019):
- preparaty proste (zawierające octan noretysteronu): Primolut-Nor
- preparaty złożone (octan noretysteronu + estradiol): Activelle, Estalis, Kliogest, Novofem, Systen Conti, Systen Sequi, Trisequens.